# Paskov Saurians
PASKOV SAURIANS je florbalový klub z Paskova v Moravskoslezském kraji založený v roce 1997.
Tým mužů hraje Divizi (čtvrtou nejvyšší mužskou soutěž). V sezónách 2006/2007 až 2013/2014 hrál 1. ligu (druhou nejvyšší soutěž). Největším úspěchem týmu je třetí místo v 1. lize v sezónách 2009/2010 a 2010/2011.

## Tým mužů
| Sezóna                                           | Úroveň | Soutěž       | Umístění | Poznámka                                                             |
| ------------------------------------------------ | ------ | ------------ | -------- | -------------------------------------------------------------------- |
| 2005/2006                                        | 3      | 3. liga      |          | Postup do vyšší ligy                                                 |
| 2006/2007                                        | 2      | 1. liga      | 5.       | Vypadnutí ve čtvrtfinále play-off proti FBC Vikings Kopřivnice       |
| 2007/2008                                        | 2      | 1. liga      | 6.       | Vypadnutí ve čtvrtfinále play-off proti Spartak Pelhřimov            |
| 2008/2009                                        | 2      | 1. liga      | 4.       | Vypadnutí v semifinále play-off proti EVVA FBŠ Bohemians             |
| 2009/2010                                        | 2      | 1. liga      | 3.       | Vypadnutí v semifinále play-off proti FBC Kladno                     |
| 2010/2011                                        | 2      | 1. liga      | 3.       | Vypadnutí v semifinále play-off proti Panthers Otrokovice            |
| 2011/2012                                        | 2      | 1. liga      | 6.       | Vypadnutí ve čtvrtfinále play-off proti FBC Kladno                   |
| 2012/2013                                        | 2      | 1. liga      | 9.       | Výhra v 2. kole play-down proti Hippos Žďár n/S.                     |
| 2013/2014                                        | 2      | 1. liga      | 12.      | Prohra v 2. kole play-down proti FBC Start98 – Sestup do nižší ligy  |
| 2014/2015                                        | 3      | Národní liga |          | Výhra v baráži proti FbC Strakonice P.A.                             |
| 2015/2016                                        | 3      | Národní liga |          | Výhra v 1. kole play-down proti ASK Bystřice n.P.                    |
| 2016/2017                                        | 3      | Národní liga |          | Prohra v baráži proti Florbal Primátor Náchod – Sestup do nižší ligy |
| Od sezóny 2017/2018 hraje tým regionální soutěže |        |              |          |                                                                      |